# Sistema hidràulic
S'enten per sistema hidràulic al conjunt articulat de les diverses unitats hidràuliques que el formen, les quals poden ésser deus (o fonts), séquies, qanat(s), terrasses, molins, etc. En els estudis de sistemes hidràulics fets per Miquel Barceló o Helena Kichner, s'estableix una relació estreta entre les característiques d'aquest sistema i la societat que el va crear, en funció de les necessitats de la comunitat. Hom ha establert l'existència de sistemes hidràulics de fons de vall (sense que calgui fer terrases o feixes), de terrasses (amb captació d'aigua a mig vessant) i de vessant (amb captació d'aigua al torrent).